# Jan Tobolský
Svatý Jan Tobolský (1651–10. června 1715, Tobolsk) se narodil jako Ivan Maksimovič Vasilkovskij v Niezynu v Černihovském vojvodství Polsko-litevské unie. Působil jako biskup pravoslavné církve. Svatořečen byl v roce 1916.

## Život
Jako jediný ze sedmi synů Maksyma Wasylkowského Maksymowicze vstoupil do služeb pravoslavné církve, v níž byl roku 1678 jmenován správcem Kyjevskopečerské lávry. Biskup Theodor z Uglichu chtěl, aby po něm následoval někdo z Černigova, jmenoval Jana archimandritou Eletského kláštera v roce 1695. Biskup Theodor z Uglichu se v roce 1696 usadil a Jan se stal arcibiskupem Černigova.
Během své pastorace v Černigově se Jan vyznamenal vedením duchovní akademie, psaním prózy a poezie v křesťanském duchu a vedením k víře druhé. Jeho nejznámějším dílem je Iliotropion, které přeložil a upravil do církevní slovanštiny a ruštiny z původní latiny německého jezuitského kněze Jeremiáše Drexela. Ve 21. století se řadí mezi klasické práce o teodicece ve východním křesťanství.
V roce 1711 byl jmenován metropolitou sibiřského města Tobolsk do čela tobolské eparchie a nahradil metropolitu Filothea, který si přál vykonávat misijní práci mezi pohanskými kmeny na odlehlých místech.
Jan Tobolský zemřel v roce 1715. Na Sibiři byl uctíván jako světec dlouholetou lidovou úctou. V roce 1916 ho ruská pravoslavná církev oficiálně svatořečila (kanonizovala) k úctě v celé církvi. Jeho svátek byl stanoven na 10. června.
Jeho příbuzný, později také svatořečený, Jan Šanghajský a Sanfranciský použil mnišské jméno Jan ke cti svatého Jana Tobolského, osvětitele Sibiře.

## Galerie

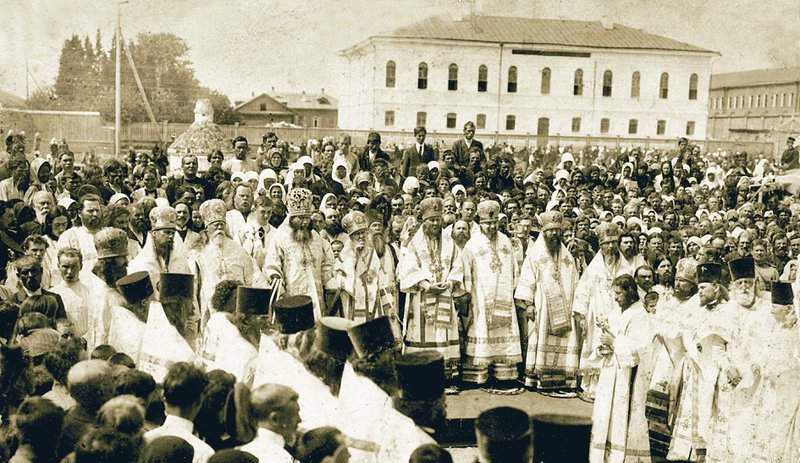
Svatořečení Jana Tobolského
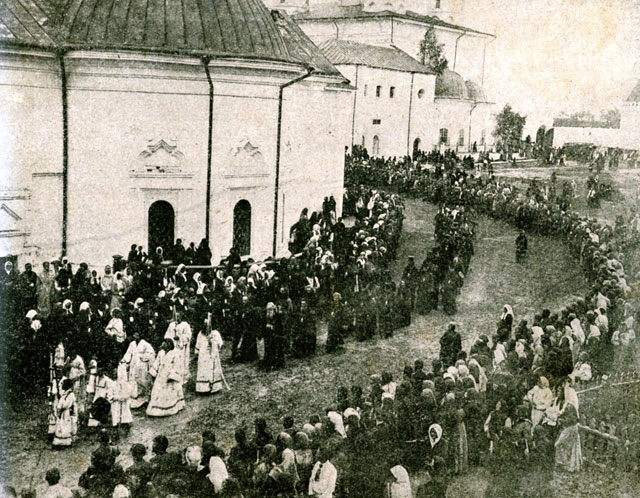
Procesí s ostatky svatého Jana (církevní svátek 10. června 1916)
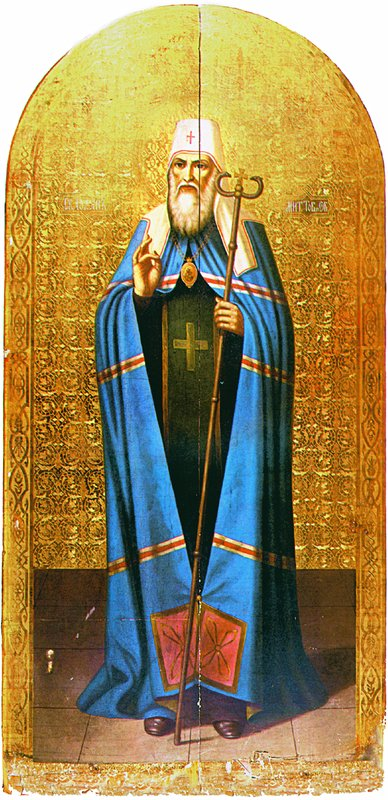
Kanonizační ikona z roku 1916
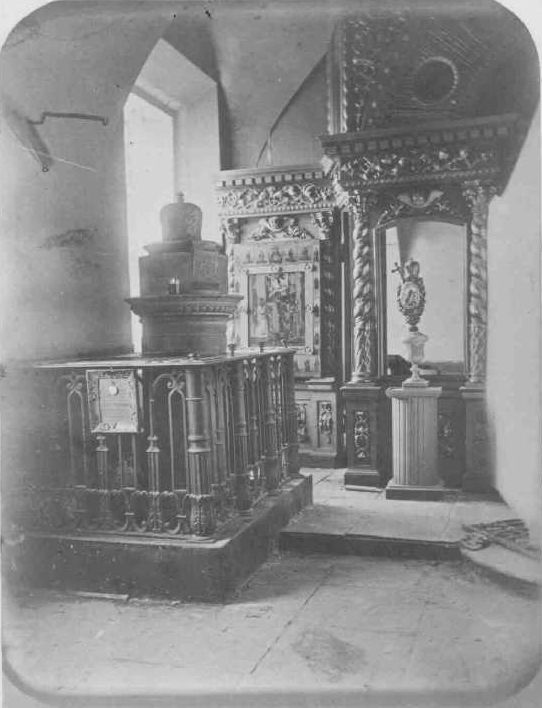
Místo spočinutí svatých ostatků svatého Jana Tobolského